# Ptinus sanninensis
Ptinus sanninensis is een keversoort uit de familie klopkevers (Ptinidae). De wetenschappelijke naam van de soort werd in 1911 gepubliceerd door Maurice Pic.